# 众赞歌
众赞歌（德語：Choral）是信义宗独有的音乐形式，众赞歌一词的德文choral原意为旧的天主教会使用的多声部合唱素歌，是和所谓的主咏(accentus)对应的群咏部分(concentus)。顾名思义，是在宗教仪式上由广大信徒一齐咏唱的音乐歌曲。马丁·路德曾经说过，“再没有什么能比音乐能同神学更好的结合起来”，他创造了众赞歌这一音乐体裁。
众赞歌的旋律多选自当时德国民间广为流传的歌曲或者是古老的教会素歌，曲调朴素，曲式也以简单的二部曲式为主，歌词使用德语，是基督教圣咏拉丁文歌词的译文。马丁·路德最初引入众赞歌的目的很有可能是为了重建会众在礼拜仪式中的作用，让每一个人都参与到仪式当中来。
众赞歌往往是一种纯净内省的音乐，虽然曲调常常来自于俚俗的民间歌谣，但是配以虔诚的祈祷歌词，加上在教堂里面合唱的庄重气氛，使得音乐的听觉感受发生了奇妙的变化，置身于信徒中间，不约而同的自发的合唱。
众赞歌在新教地区的音乐创作上影响极为深远，自从1524年，路德及其好友约翰·瓦尔特把他们创作的众赞歌汇编出版，名为《新德意志宗教歌曲集》之后，新教地区的教堂音乐就逐渐确立了众赞歌作为创作的中心，在马丁·路德的创作当中，有一首《上帝是我们坚固的堡垒》（Ein feste Burg ist unser Gott)，还被恩格斯誉为“德国16世纪的马赛曲”，巴赫用这首众赞歌作为中心谱写了一首同名康塔塔，编号为BWV.80，巴赫自己创作的众赞歌虽然不多（大约30首），但是巴赫为多达400首众赞歌重新配置了和声，成为严整的四部和声合唱，众赞歌不但可以单独演唱，也经常作为其他宗教仪式音乐的重要组成部分，如巴赫在受难曲中使用了不少的众赞歌合唱，感人至深。